# Ralph Gari
Ralph Gari (* im Juli 1927 in New Castle (Pennsylvania) als Ralph Garofalo) war ein US-amerikanischer Solist und Studiomusiker (Altsaxophon, Klarinette, Flöte, Oboe, Komposition), der im Bereich des Jazz, der Unterhaltungsmusik und der klassischen Musik tätig war.

## Leben und Wirken
Gari begann im Alter von neun Jahren Musik zu studieren. Er galt als Wunderkind und spielte Soloklarinette in einem italienischen Blasorchester. Ab seinem zwölften Lebensjahr arbeitete er vier Jahre lang in der Nähe von Pittsburgh. In Pittsburgh und New York nahm Gari verschiedene Musikjobs an, die ihm Geld einbrachten, damit er nach der Highschool seine Ausbildung bei Tutoren fortsetzen konnte. Schließlich schloss er sich einer Reihe von Bands an, darunter der des Sängers Frankie Carle 1949, und arbeitete in diesem Jahr außerdem bei Paul Whiteman.
Ab 1950 lebte Gari mit seiner Frau und ihren beiden Söhnen in Las Vegas und war in der aufstrebenden Unterhaltungsbranche der Stadt als Orchestermusiker tätig. 1955 legte er bei EmArcy Records ein selbstbetiteltes Album vor, eingespielt in Quartettbesetzung mit Clarence Shank (Piano), Dan Sherret (Bass) und Edward Julian (Schlagzeug). Die LP, auf denen Gari zwischen den Instrumenten flüssig wechselt, enthält fünf eigene Kompositionen von Gari, gefolgt von sechs Standards.
Garis Stücke auf diesem Album würden in vielerlei Hinsicht der Klangmusik von Dave Brubeck, Gil Melle und Lyle „Spud“ Murphy ähneln, schrieb Marc Myers, und Garis Stücke hätten auch den Soundtrack eines frühen Independent-Films bilden können. Laut der Zeitschrift 
Variety trat das Quartett mit dem Material im El Rancho Vegas auf, bevor der Vertrag bei EmArcy zustande kam.
Gari war als Solist nur auf zwei weiteren Jazzalben tätig, beide von Skip Martin. Bald darauf trat er dem Hausorchester des Sands Hotels als erster Saxophonist und Holzbläser bei. 1959 engagierte ihn NBC für sein Fernsehorchester in Los Angeles. Als Studiomusiker spielte er für den Sender in Symphonieorchestern und wirkte in einer Reihe von Filmmusik-Sessions mit. Auch nahm er als Solist klassische Alben auf.
In den 1960er-Jahren kehrte Gari an die Musikschule zurück und wurde 1967 Hochschullehrer in Nevada. Ein Jahr später trat er dem Nat Brandwynne Orchestra im Caesar’s Palace in Vegas bei. In den 1970er-Jahren war Gari Begleitmusiker der im Hotel auftretenden Popsänger, darunter Frank Sinatra und Steve Lawrence. Nach den 1970er-Jahren verliert sich Garis Spur.

## Diskographische Hinweise
- Miklós Rózsa, Albert Dominguez, Ralph Gari, Darryl Denning: Variations for Piano, Bagatelles, Valse Crépusculaire, Sonatina for Solo Clarinet, Crisis (Citadel)
- Ralph Gari in Concert with The Cerritos - Downey Wind Ensemble
- Ralph Gari Accompanied by John Rarig: Classic Film Themes for Saxophone (Citadel)
- The Art of Alto Saxophone (Citadel)
- In Concert (Young Records 1966)
- In Recital (Young Records 1967)